# Relaciones Perú-Vietnam
Las relaciones peruano-vietnamitas se refieren a las relaciones entre Perú y Vietnam. Ambas naciones son miembros del Foro de Cooperación Económica Asia-Pacífico y de las Naciones Unidas.

## Historia
Si bien Perú y Vietnam tienen una gran distancia y sus relaciones comenzaron muy tarde, en el calor de la Guerra Fría, la dictadura militar de izquierda peruana liderada por Juan Velasco compartía una ideología cercana con Vietnam del Norte y la Unión Soviética, atrayendo así su simpatía hacia Vietnam del Norte (aunque Perú reconoció oficialmente a Vietnam del Sur). Tenía la intención de participar en una guerra contra el Chile de Augusto Pinochet (una dictadura militar de derecha) usando la Guerra de Vietnam como ejemplo, aunque nunca se materializó. Pasaron más de 20 años hasta el final de la Guerra Fría que vio a dos naciones restablecer relaciones en 1994.
Las relaciones modernas entre Perú y Vietnam comenzaron después de las reformas económicas en Vietnam, que permitieron a Vietnam convertirse en una economía capitalista de mercado, y desde entonces los dos países disfrutan de relaciones relativamente saludables, con una fuerte cooperación económica y política entre los dos países, haciendo de Perú un mercado importante para los productos vietnamitas en América Latina.
Viettel, una empresa de telecomunicaciones respaldada por el ejército en Vietnam, estableció su marca Bitel en Perú y fue considerada como un actor clave importante en el desarrollo de infraestructuras de telecomunicaciones en Perú, con una demanda de mercado rápida y creciente, superando a su rival chileno Entel. Bitel fue uno de los principales patrocinadores de la selección nacional de fútbol de Perú durante su campaña de la Copa Mundial de la FIFA 2018.

## Misiones diplomáticas residentes
- Perú tiene una embajada en Hanoi.
- Vietnam está acreditada a Perú desde su embajada en Brasilia, Brasil.